# 닉 디파올로

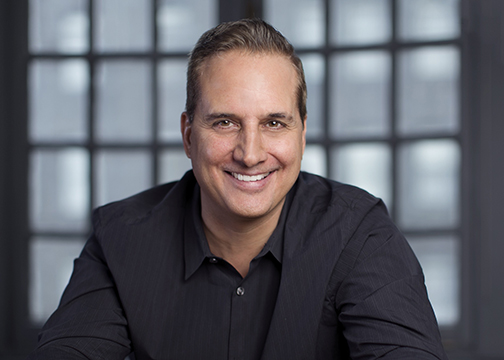

닉 디파올로(Nick Di Paolo, 1962년 1월 31일 ~ )는 미국의 배우, 라디오 DJ, 각본가, 팟캐스터이다.
댄버스에서 태어났다.

## 출연 작품

### 텔레비전
- Grace Under Fire (1994-97)
- Comedy Central Presents (2002-07) - 본인
- 레스큐 미 (2004)
- 지미 키멀 라이브! (2005-11) - 본인
- truTV Presents: World's Dumbest... (2008-13) - 본인
- 럭키 루이 (2010-15)

### 영화
- Artie Lange's Beer League (2006)